# Chuniophoenix hainanensis
Chuniophoenix hainanensis är en enhjärtbladig växtart som beskrevs av Karl Ewald Maximilian Burret. Chuniophoenix hainanensis ingår i släktet Chuniophoenix och familjen Arecaceae. IUCN kategoriserar arten globalt som starkt hotad. Inga underarter finns listade i Catalogue of Life.